# Drummond (Montana)
Drummond es un pueblo ubicado en el condado de Granite en el estado estadounidense de Montana. En el Censo de 2010 tenía una población de 309 habitantes y una densidad poblacional de 223,84 personas por km².

## Geografía
Drummond se encuentra ubicado en las coordenadas 46°39′58″N 113°8′49″O / 46.66611, -113.14694. Según la Oficina del Censo de los Estados Unidos, Drummond tiene una superficie total de 1.38 km², de la cual 1.38 km² corresponden a tierra firme y (0%) 0 km² es agua.

## Demografía
Según el censo de 2010, había 309 personas residiendo en Drummond. La densidad de población era de 223,84 hab./km². De los 309 habitantes, Drummond estaba compuesto por el 97.73% blancos, el 0.32% eran afroamericanos, el 0.32% eran amerindios, el 0% eran asiáticos, el 0% eran isleños del Pacífico, el 0% eran de otras razas y el 1.62% pertenecían a dos o más razas. Del total de la población el 1.62% eran hispanos o latinos de cualquier raza.